# Municipalità di Rēzekne
La municipalità di Rēzekne (in lettone Rēzeknes novads) è una delle trentasei municipalità della Lettonia. È situata nella regione storica della Letgallia e circonda la città repubblicana autonoma di Rēzekne, in cui sono situati gli uffici della municipalità nonostante la città non vi sia inclusa. Il centro abitato più popolato all'interno della municipalità è Viļāni.
I confini della nuova municipalità, rimodulati nel 2021, corrispondono a quelli del vecchio distretto di Rēzekne abolito nel 2009, con l'aggiunta della parrocchia di Nautreni che apparteneva al distretto di Ludza.

## Suddivisione
La municipalità comprende la città di Viļāni e 28 parrocchie:
- Audriņi
- Bērzgale
- Čornaja
- Dricāni
- Feimaņi
- Gaigalava
- Griškāni
- Ilzeskalns
- Kantinieki
- Kaunata
- Lendži
- Lūznava
- Mākoņkalns
- Malta
- Nagļi
- Nautrēni
- Ozolaine
- Ozolmuiža
- Puša
- Rikava
- Sakstagals
- Silmala
- Stoļerova
- Strūžāni
- Vērēmi
- Dekšāres
- Sokolki
- Viļāni